# Saad Bguir
Saad Bguir (Tataouine, 22 de marzo de 1994) es un futbolista tunecino que juega en la demarcación de centrocampista para el Al-Wehda Club de la Liga Profesional Saudí.

## Selección nacional
Hizo su debut con la selección de fútbol de Túnez el 19 de octubre de 2015 en un partido de clasificación para el Campeonato Africano de Naciones de 2016 contra Libia que finalizó con un resultado de 1-0 a favor del combinado tunecino tras el gol de Bguir. Además ha disputado el Campeonato Africano de Naciones de 2016 y dos partidos de la clasificación para la Copa Mundial de Fútbol de 2018.

### Goles internacionales
| # | Fecha                   | Estadio                                     | Oponente   | Gol | Resultado | Competición                                                   |
| - | ----------------------- | ------------------------------------------- | ---------- | --- | --------- | ------------------------------------------------------------- |
| 1 | 19 de octubre de 2015   | Estadio Olímpico de Radès, Radès, Túnez     | Libia      | 1–0 | 1–0       | Clasificación para el Campeonato Africano de Naciones de 2016 |
| 2 | 25 de octubre de 2015   | Estadio Olímpico de Radès, Radès, Túnez     | Marruecos  | 2–2 | 2-3       | Clasificación para el Campeonato Africano de Naciones de 2016 |
| 3 | 17 de noviembre de 2015 | Estadio Olímpico de Radès, Radès, Túnez     | Mauritania | 2–1 | 2-1       | Clasificación para la Copa Mundial de Fútbol de 2018          |
| 4 | 26 de enero de 2016     | Estadio Regional Nyamirambo, Kigali, Ruanda | Níger      | 0-1 | 0-5       | Campeonato Africano de Naciones de 2016                       |
| 5 | 26 de enero de 2016     | Estadio Regional Nyamirambo, Kigali, Ruanda | Níger      | 0-2 | 0-5       | Campeonato Africano de Naciones de 2016                       |

## Clubes
| Club               | País           | Año       | Partidos | Goles |
| ------------------ | -------------- | --------- | -------- | ----- |
| Stade Gabèsien     | Túnez          | 2010-2015 | 63       | 10    |
| Espérance de Tunis | Túnez          | 2015-2019 | 122      | 32    |
| Abha Club          | Arabia Saudita | 2019-2024 | 144      | 39    |
| Al-Wehda Club      | Arabia Saudita | 2024-     | 26       | 3     |

## Palmarés

### Campeonatos nacionales
| Título                               | Club               | País  | Año  |
| ------------------------------------ | ------------------ | ----- | ---- |
| Copa de Túnez                        | Espérance de Tunis | Túnez | 2016 |
| Championnat de Ligue Profesionelle 1 | Espérance de Tunis | Túnez | 2017 |

### Campeonatos internacionales
| Título                      | Club               | País  | Año  |
| --------------------------- | ------------------ | ----- | ---- |
| Campeonato de Clubes Árabes | Espérance de Tunis | Túnez | 2017 |